# Tình cờ yêu
Love By Chance (tiếng Thái: บังเอิญรัก; RTGS: Bang-oen Rak) là bộ phim truyền hình Thái Lan thể loại BL được chuyển thể từ tiểu thuyết My Accidental Love Is You รักนี้บังเอิญคือคุณ của MAME12938. Bộ phim được đạo diễn bởi Siwaj Sawatmaneekul.
Bộ phim được dự kiến khởi chiếu từ ngày 27 tháng 5 năm 2018 trên Channel 9 MCOT HD nhưng đã bị dời lịch ngay 1 ngày trước dự kiến. Bộ phim được phát sóng chính thức từ ngày 3 tháng 8 năm 2018 trên GMM 25 và phát lại độc quyền trên LINE TV.
Mới đây, bộ phim đã được xác nhận là có phần 2 mang tên Love by Chance 2: A Chance to Love. Phần này chủ yếu sẽ tập trung khai thác cặp đôi thứ chính từ phần 1 - Tin và Can.

## Nội dung
Pete là công tử nhà giàu, đẹp trai nhưng lại quá hiền lành nên thường bị trêu chọc, ăn hiếp. Ngược lại Ae là một chàng sinh viên phong trần nghèo khó, mạnh mẽ và nghĩa hiệp.
Cả hai gặp nhau trong tình huống dở khóc dở cười đó là một tai nạn xe đạp. Ae đã tận tình đưa Pete vào bệnh viện, từng ánh mắt lo lắng, cử chỉ dịu dàng, hành động quan tâm của Ae đã "đốn tim" chàng công tử nhà giàu Pete.
Sau lần đó, hai chàng trai liên tiếp tình cờ gặp gỡ như thể định mệnh sắp xếp. Dần dần Ae đã trở thành chàng vệ sĩ "Tao sẽ bảo vệ mày" của Pete. Mỗi lần Pete bị bạn bè ăn hiếp là Ae lại xuất hiện "anh hùng cứu mỹ nhân".

## Diễn viên

### Chính
- Tanapon Sukhumpantanasan (Perth) vai Ae
- Suppapong Udomkaewkanjana (Saint) vai Pete
- Phiravich Attachitsataporn (Mean) vai Tin
- Rathavit Kijworalak (Plan) vai Can
- Siwat Jumlongkul (Mark) vai Kengkla
- Napat Na Ranong (Gun) vai Techno
- Kirati Puangmalee (Title) vai Tum
- Katsamonnat Namwirote (Earth) vai Tar

### Phụ
- Surat Permpoonsavat (Yacht) vai Pond
- Kris Songsamphant (Kris) vai Technic
- Praeploy Oree (Pray) vai Lemon (em gái Can)
- Prapatthorn Chakkhuchan (James) vai Ping
- Samantha Melanie Coates (Sammy) vai Bow
- Vittawin Veeravidhayanant (Best) vai Good
- Channanda Chieovisaman (Ew) vai Champ
- Mudchima Pluempitiviriyavaj (Blua) vai Chompoo
- Nachjaree Horvejkul (Cherreen) vai ChaAim
- Pirapat Watthanasetsiri (Earth) vai Type
- Pannin Charnmanoon vai Dayli
- Phurin Ruangvivatjarus (M) vai Trump.
- Thanaboon Wanlopsirinun (Na) vai Tul
- Wittawat Singlampong (Ball) vai Ao
- Chutima Limjaloenrat (Tay) vai Nut
- Choolwaree Chutiwatkajornchai (Am) vai mẹ Ae
- Apasiri Nitibhon (Um) vai mẹ Pete
- Preya Wongragreb vai mẹ Can
- Lannaphat Sooyacheewin vai Yim
- Pisit Mahatthanajatuphat vai Phu

## Ca khúc nhạc phim
- ไม่ว่าอะไร Wish this love - Arunpong Chaiwinit
- ขอ Kor - Boy Sompob
- ขอ Kor (Full band Ver.) - Boy Sompob
- หวัง Wung - Rose Sirinthip
- นานานา Nanana - Boy Sompob